# Metin Şahin
Metin Şahin (Konya, 10 gennaio 1963) è un taekwondoka turco.

## Palmarès

### Mondiali di taekwondo
- Argento a Campionati mondiali di taekwondo 1985
- Bronzo a Campionati mondiali di taekwondo 1991

### Europei di taekwondo
- Argento a Campionati europei di taekwondo 1984
- Oro a Campionati europei di taekwondo 1986
- Argento a Campionati europei di taekwondo 1988
- Oro a Campionati europei di taekwondo 1990